# West Village

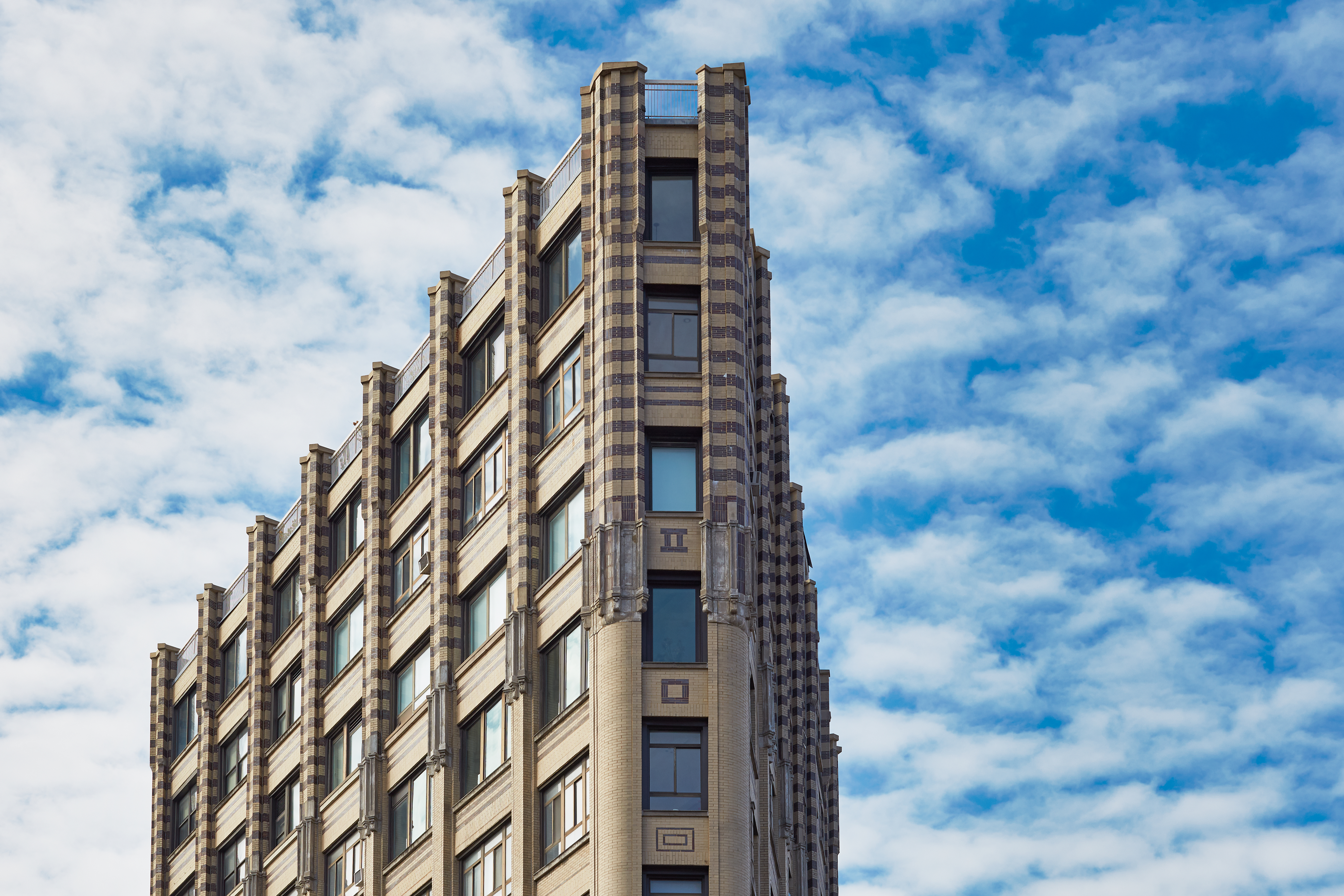
Gratte-ciel résidentiel du West Village, sur la Sixième Avenue. Septembre 2019.

Le West Village correspond à la partie ouest du Greenwich Village situé dans l'arrondissement de Manhattan, à New York.
Bien que constituant un quartier informel, le district est couramment délimité par l'Hudson River à l'ouest, la Sixième Avenue ou la Septième Avenue à l'est, la 14e rue au nord, et Houston Street au sud.